# 宮越澄
宮越 澄（みやこし きよし、1943年1月28日 - ）は、日本のテレビドラマ専任の映画監督である。富山県出身。NPO法人時代劇振興協会理事長。

## 来歴・人物
日本大学藝術学部在籍中に殺陣同志会に所属。役者として幾つかの映画・ドラマ等に出演。21歳の頃、土居通芳に師事し演出に携わりはじめる。1973年、三船プロダクションの作品で監督デビュー。以後フリーの監督として多くのテレビドラマの演出を手掛けた。

## 監督作品

### テレビ
- 荒野の用心棒（1973年、NET / 三船プロ）全39話中3話担当
- 大江戸捜査網第3シリーズ（1974年 - 1984年、東京12チャンネル）全536話中60話担当
- 特捜最前線（1979 - 1987年、東映・テレビ朝日）全509話中49話担当
- 江戸の牙（1979 - 1980年、三船プロダクション・テレビ朝日）全26話中3話担当
- 西部警察（1980 - 1982年、石原プロモーション・テレビ朝日）全126話中18話担当
- 西部警察 PART-II（1982 - 1983年、石原プロモーション・テレビ朝日）全40話中8話担当
- 新・大江戸捜査網（1984年、テレビ東京）全26話中4話担当
- 京都かるがも病院（1986年、東映・テレビ朝日）全20話中4話担当
- 大都会25時（1987年、東映・テレビ朝日）全23話中3話担当
- 暴れん坊将軍3（年、・テレビ朝日）第11話ほか
- 大江戸捜査網（1990年、テレビ東京）全23話中2話担当

### ビデオ映画
- 悪徳の勲章（1991年、東映ビデオ）
- 暗黒街の勲章 マニラ極道戦争（1992年、東映ビデオ）
- ダブル・アクション.45（1993年、東映ビデオ）

## 出演作品
- 忍者部隊月光 第109・110話「ビー玉作戦」（1966年、国際放映・フジテレビ）- グノス(幻19号) 役
- 007は二度死ぬ（1967年、イギリス映画）

## 書籍
- 『監督と俳優』-三船プロ、石原プロ、東映で五百本の作品を監督! 宮越澄直筆のドラマツルギー（2014年10月1日、愛育社）